# Vila do Porto
Vila do Porto ('vilɐ du 'poɾtu) è un comune portoghese di 5 547 abitanti (2011) situato sull'isola di Santa Maria, nella regione autonoma delle Azzorre. Ospita un grande aeroporto civile, dotato di pista lunga oltre 3000 metri.

## Storia
Vila do Porto è la città più antica delle Azzorre. Nel 1432, con lo sbarco di un membro dell'Ordine dei Cavalieri di Cristo, l'isola di Santa Maria cadde nelle mani dei portoghesi. L'insediamento sorse nel 1439. Nel 1472 Vila do Porto ottenne i diritti di città.

## Freguesias
Il comune incorpora l'intera isola di Santa Maria e si divide in cinque "parrocchie" (freguesias; i dati sulla popolazione si riferiscono al 2011)
- Almagreira, 599 residenti, 11,22 km²;
- Santa Bárbara, 405 residenti, 15,27 km²;
- Santo Espírito, 588 residenti, 26,68 km²;
- São Pedro, 841 residenti, 18,17 km²;
- Vila do Porto, 3119 residenti, 25,55 km²;

## Immagini della città

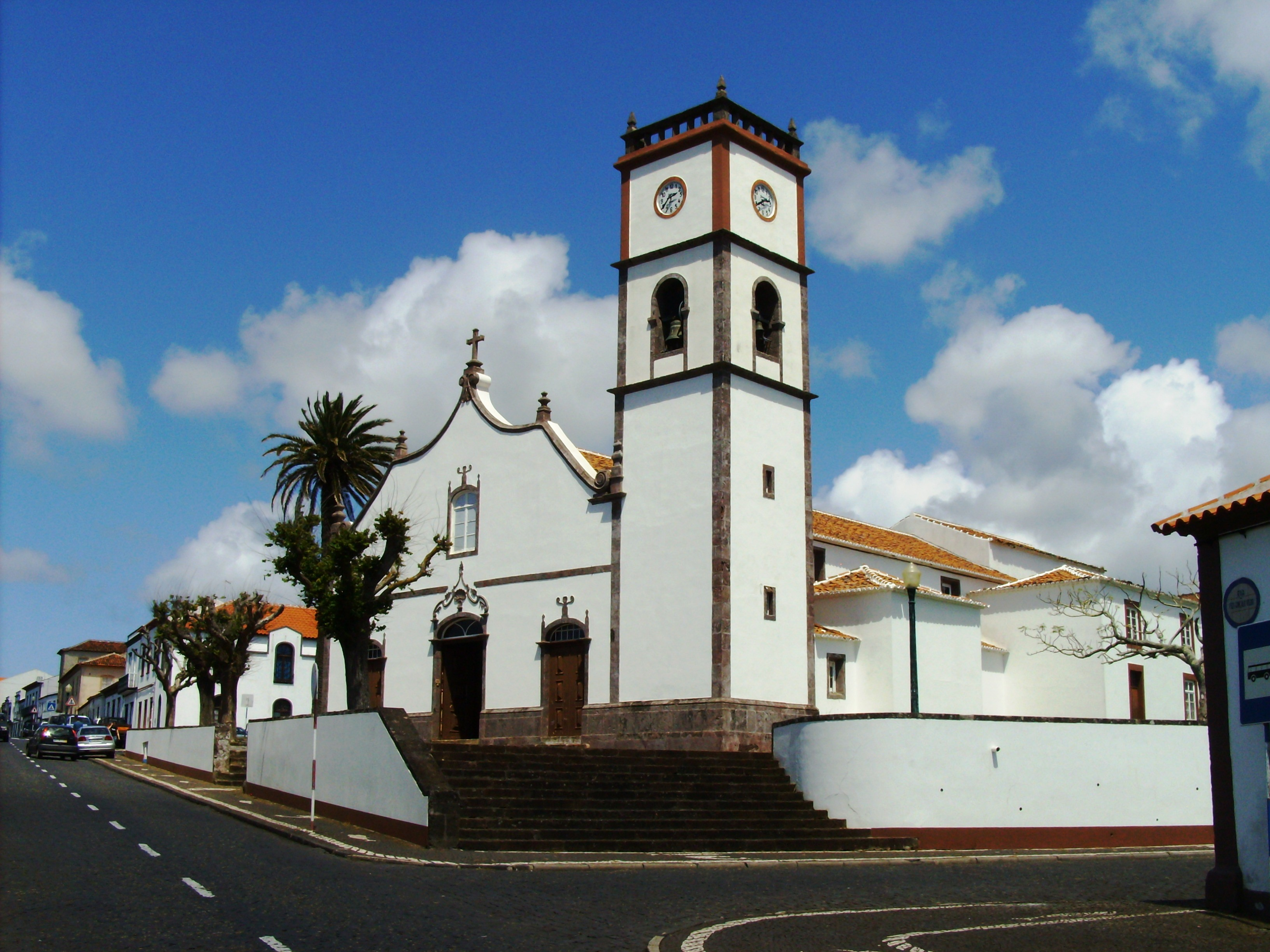
Igreja Matriz Nossa Senhora da Assuncao (chiesa dell'Assunta)
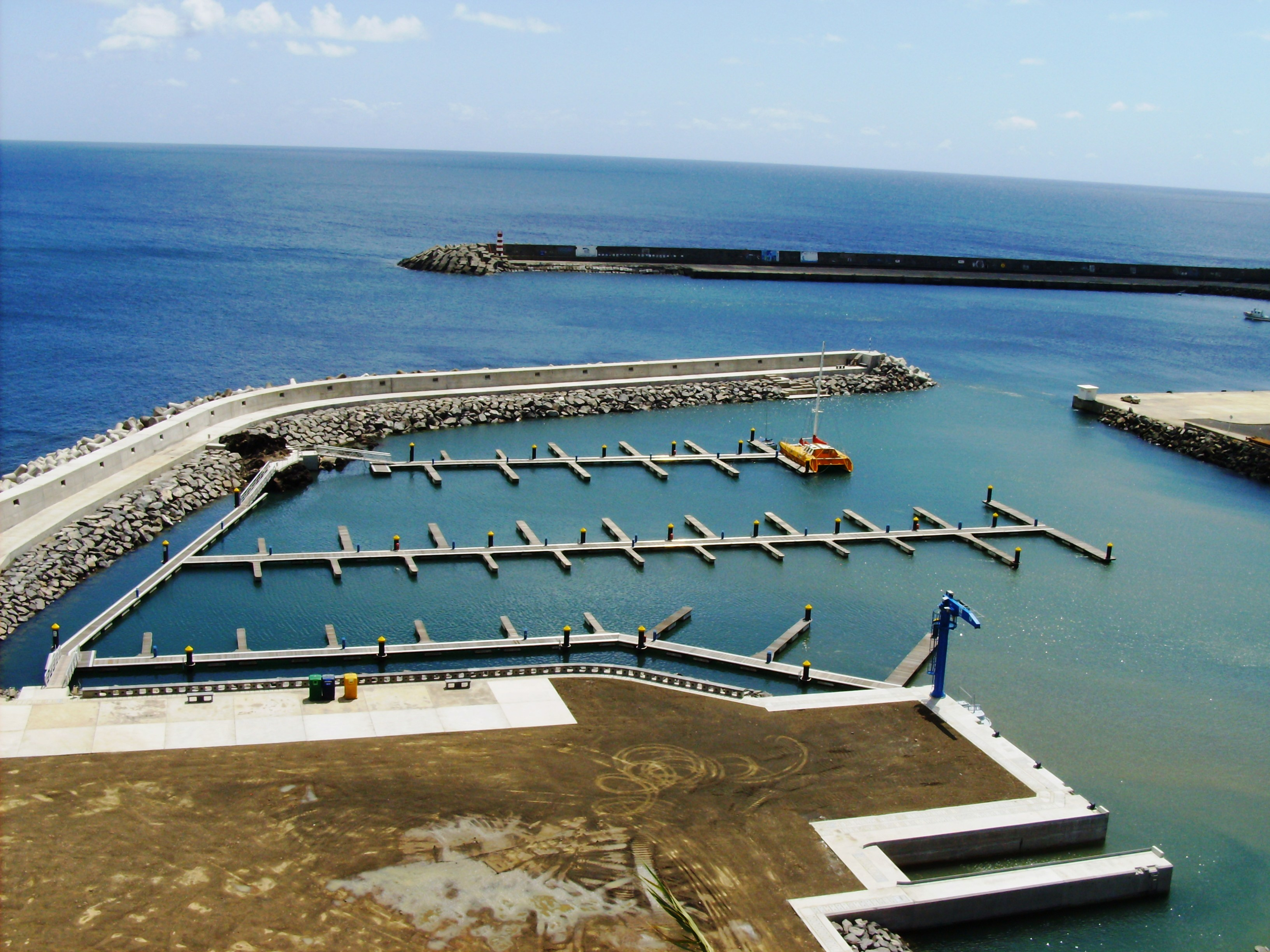
Il porto
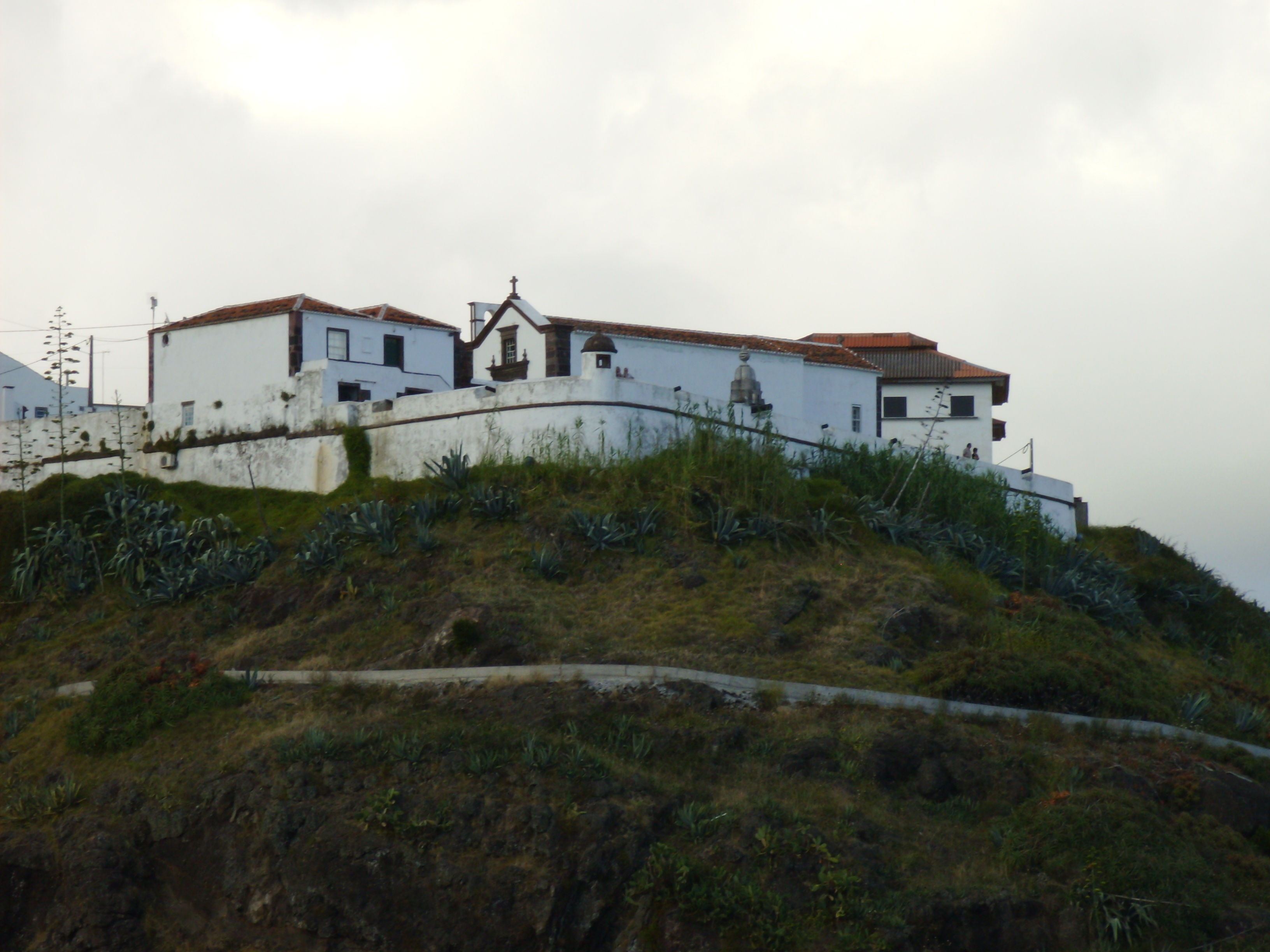
Forte di São Brás sulla città